# Afrique du Sud aux Jeux olympiques de 1908
L'Afrique du Sud participe sous ce nom aux Jeux olympiques de 1908 à Londres.
En 1907, le Comité international olympique autorise les quatre colonies britanniques (celles du Cap, de la rivière Orange, de la colonie du Natal et du Transvaal) à présenter une équipe commune lors des Jeux de Londres en 1908. En conséquence le premier comité national olympique est formé début 1908 et envoie une équipe de sept athlètes (tous Blancs) à Londres, avant même que l'Union d'Afrique du Sud ne soit constituée en 1910.

## Liste des médaillés

### Médailles d'or
| Sport            | Discipline    | Sportifs |
| Médailles d’or 1 |               |          |
| Athlétisme       |               |          |
| 100 m            | Reggie Walker |          |

### Médailles d'argent
| Sport                | Discipline | Sportifs         |
| Médailles d’argent 1 |            |                  |
| Athlétisme           | Marathon   | Charles Hefferon |